# Олеандр звичайний
Олеа́ндр звича́йний (Nerium oleander) — отруйна багаторічна рослина родини барвінкових. Поширена декоративна культура, що також використовується як лікарська рослина.

## Назва
Українська назва олеандр походить із західноєвропейських мов (фр. oléandre, англ. oleander, нім. Oleander, італ. oleandro), де сходить до сер.-лат. oleander, що являє собою видозміну раніших форм rodandrum, rhododendron («рожеве дерево», «рододендрон»).
Японська назва (яп. 夾竹桃, キョウチクトウ, кьотікуто означає «персик з листям бамбука». Вона походить від того, що олеандр має листя подібне до листя бамбука, а квіти подібні до квітів персика) — вид вічнозелених низькорослих кущів, єдиний представник роду олеандр (Nerium).
Батьківщиною виду є Індія. Він поширений також у країнах Східної Азії. До Японії потрапив через Китай у середині 18 століття.
Сік листків олеандра є отруйним, що характерно для рослин цього роду, а також багатьох субтропічних і тропічних рослин.
Олеандр звичайний є символом-квіткою японського міста Хіросіма.

## Зовнішній вигляд
Кущ або невелике (3—4 м заввишки) дерево родини барвінкових. Стебла розгалужені, з гладенькою світло-сірою корою. Листки вічнозелені, шкірясті, цілокраї, зісподу опушені. Квітки правильні, двостатеві, на довгих повстистоопушених квітконіжках, зібрані у верхівкові півзонтики; віночок рожевий, рідше білий, зросло-пелюстковий, з п'ятилопатевим відгином і зубчастими виростами в зіві. Плід складається з двох листянок. Цвіте з червня по серпень.

## Поширення
Олеандр звичайний походить з Середземномор'я. У Південному Криму його широко розводять у відкритому ґрунті як декоративну рослину. Вирощують його і як кімнатну квіткову рослину.

## Заготівля і зберігання
Для виготовлення ліків використовують цілком розвинуте листя олеандра (Folia Nerii oleandri; Folia Nerii, Folia Oleandri), яке заготовляють у жовтні — листопаді або у квітні (до початку активного росту пагонів). Перевагу віддають весняному строку заготівлі. Листя обшморгують руками (в захисних рукавицях!) з обрізаних при декоративному формуванні кущів пагонів і швидко сушать під укриттям на вільному повітрі або в теплих кімнатах, розстеливши тонким (2—3 см завтовшки) шаром на тканині чи папері. Штучне сушіння проводять при температурі 50°. Сушіння припиняють, коли черешки стають ламкими. Зберігають олеандр окремо від іншої сировини, дотримуючись правил зберігання отруйних рослин. Для місцевого лікування частіше використовують свіжі або сушені квітки з листям (вершки квітучих гілок).

## Хімічний склад
Листя олеандра містить карденоліди: олеандрин (0,08—0,15 %), дигіталін, дезаце-тилолеандрин і одинерин, діуретично діючу субстанцію нериїн, флавоноїди (рутин, кемпферол-3-рамноглюкозид і ін.), сапонін карабін, урсолову кислоту.

## Фармакологічні властивості і використання
Олеандр звичайний ефективний кардіотонічний засіб, за своєю дією схожий на серцеві засоби наперстянки. У процесі експериментальних досліджень встановлено, що препарати олеандра покращують серцеву діяльність, сповільнюють ритм серця, підвищують діурез, розширюють вінцеві судини, знижують артеріальний тиск. На відміну від глікозидів наперстянки, глікозиди олеандра діють швидше і м'якше, швидше виводяться з організму. Крім кардіотонічної дії, водні екстракти олеандра виявляють противірусну активність і мають цитотоксичні властивості. Олеандр звичайний призначають у випадку тахіаритмії, при легких формах серцевої недостатності та при стенокардії. У народній медицині настій листя олеандра п'ють при нервовому виснаженні, головних болях, епілепсії, апоплексії, безсонні, при м'язових спазмах, у разі діареї та як вітрогінний засіб. Як зовнішній засіб настій листя використовують для примочок і компресів при шкірних хворобах (мокнуча екзема, лишай тощо), для полоскання при зубному болю.